# Fernando Zamora Morales
Fernando Zamora Morales (1961, Toluca) es un político, comerciante mexicano, miembro del Partido Revolucionario Institucional. Fue presidente municipal de Toluca, Estado de México, durante el periodo 2016-2018. Ha sido diputado federal y diputado local por Toluca.

## Biografía
Fernando Zamora Morales, nació un 30 de mayo de 1961 en San Cristóbal Huichochitlán, Toluca, México; en el seno de una familia de origen Otomí. Habla otomí y español.
Fue Director Escolar en la Primaria "Manuel José Othon" en Villa Cuauhtémoc y Supervisor Escolar en Educación Secundaria, Toluca.

### Ámbito político y sindical
- 2003-2006: Secretario general del Sindicato de Maestros al Servicio del Estado de México.
- 2006-2009: secretario general de la CNOP.
- 2009-2012: diputado local en la LVII Legislatura del Congreso del estado de México.
- 2012-2015: diputado federal en la LXII Legislatura H. Congreso de la Unión[2]
- 2015-2018: Presidente Municipal electo de Toluca, Estado de México.

### Trayectoria, Partido Revolucionario Institucional
- Consejero Político Municipal (Toluca), PRI
- Consejero Político Estatal, PRI
- Consejero Político Nacional, PRI
- Secretario General de la Confederación Nacional de Organizaciones Populares del Estado de México.